# Takuya Honda
Takuya Honda (n. Sagamihara, Japón; 17 de abril de 1985) es un futbolista japonés que se desempeña como Centrocampista en el Montedio Yamagata.

## Clubes
| Club              | País  | Año         |
| ----------------- | ----- | ----------- |
| Shimizu S-Pulse   | Japón | 2008 - 2011 |
| Kashima Antlers   | Japón | 2011 - 2013 |
| Shimizu S-Pulse   | Japón | 2013 - 2016 |
| Montedio Yamagata | Japón | 2016 -      |